# 三亜市
三亜市（さんあ-し）は中華人民共和国海南省の地級市。海南島の最南端に位置し、海南省で第二の都市である。

## 地理
三亜は海南島南端に位置し南シナ海に面した、北緯18度9分から18度37分（ハワイとほぼ同緯度）、東経108度56分から109度48分の地点に位置し、海岸線は209キロメートルにおよぶ。熱帯の気候と美しい海浜で知られ、特に亜龍湾（ヤーロン・ベイ）はヒルトン、シェラトン、マリオット、ザ・リッツ・カールトンなど外資系の高級ホテルが立ち並ぶ、中国有数のビーチリゾートとして人気のある旅行先となっている。
三亜は年間を通じて比較的に暑く、年平均最高気温は30.2℃で、海水温は季節によって変化し、一般的に22-32℃の間にある。
気象記録が始まって以来、三亜の年間平均気温は変動しながら温暖化している。 2024年を例にとると、三亜の年間平均気温は平年より0.6°C高い27.1°Cで、最も寒い月(12月)の平均気温は23.2°C、最も暑い月(8月)の平均気温は29.9°C。
森林や海中は豊かな生態系が残り、多様な鳥類や魚類が生息している。天然ガス・石灰岩・花崗岩などの鉱物資源も豊富であり近年開発が急速に進められている。
三亜市街地の東の楡林港は第二次世界大戦時には日本海軍の根拠地の一つであり、現在は楡林海軍基地がある。その東の亜竜湾の東側には、戦略型ミサイル原子力潜水艦晋級などが駐留する亜竜湾海軍基地がある。
| 三亞 (1991−2020)の気候                       | 三亞 (1991−2020)の気候 | 三亞 (1991−2020)の気候 | 三亞 (1991−2020)の気候 | 三亞 (1991−2020)の気候 | 三亞 (1991−2020)の気候 | 三亞 (1991−2020)の気候 | 三亞 (1991−2020)の気候 | 三亞 (1991−2020)の気候 | 三亞 (1991−2020)の気候 | 三亞 (1991−2020)の気候 | 三亞 (1991−2020)の気候 | 三亞 (1991−2020)の気候 | 三亞 (1991−2020)の気候 |
| 月                                           | 1月                    | 2月                    | 3月                    | 4月                    | 5月                    | 6月                    | 7月                    | 8月                    | 9月                    | 10月                   | 11月                   | 12月                   | 年                     |
| -------------------------------------------- | ---------------------- | ---------------------- | ---------------------- | ---------------------- | ---------------------- | ---------------------- | ---------------------- | ---------------------- | ---------------------- | ---------------------- | ---------------------- | ---------------------- | ---------------------- |
| 最高気温記録 °C （°F）                       | 30.4 (86.7)            | 31.0 (87.8)            | 33.2 (91.8)            | 34.5 (94.1)            | 35.4 (95.7)            | 35.9 (96.6)            | 34.5 (94.1)            | 34.3 (93.7)            | 35.5 (95.9)            | 33.7 (92.7)            | 32.6 (90.7)            | 31.9 (89.4)            | 35.9 (96.6)            |
| 平均最高気温 °C （°F）                       | 26.6 (79.9)            | 27.3 (81.1)            | 29.1 (84.4)            | 31.1 (88)              | 32.4 (90.3)            | 32.5 (90.5)            | 32.0 (89.6)            | 31.9 (89.4)            | 31.7 (89.1)            | 30.9 (87.6)            | 29.6 (85.3)            | 27.3 (81.1)            | 30.2 (86.36)           |
| 日平均気温 °C （°F）                         | 22.3 (72.1)            | 23.1 (73.6)            | 25.2 (77.4)            | 27.4 (81.3)            | 29.1 (84.4)            | 29.5 (85.1)            | 28.9 (84)              | 28.6 (83.5)            | 28.0 (82.4)            | 27.0 (80.6)            | 25.4 (77.7)            | 23.1 (73.6)            | 26.47 (79.64)          |
| 平均最低気温 °C （°F）                       | 19.6 (67.3)            | 20.6 (69.1)            | 22.8 (73)              | 25.0 (77)              | 26.5 (79.7)            | 26.9 (80.4)            | 26.5 (79.7)            | 26.2 (79.2)            | 25.4 (77.7)            | 24.2 (75.6)            | 22.7 (72.9)            | 20.4 (68.7)            | 23.9 (75.03)           |
| 最低気温記録 °C （°F）                       | 5.1 (41.2)             | 11.0 (51.8)            | 10.5 (50.9)            | 19.1 (66.4)            | 19.8 (67.6)            | 21.3 (70.3)            | 22.1 (71.8)            | 21.8 (71.2)            | 20.1 (68.2)            | 14.7 (58.5)            | 7.9 (46.2)             | 7.1 (44.8)             | 5.1 (41.2)             |
| 降水量 mm （inch）                           | 6.5 (0.256)            | 13.0 (0.512)           | 21.4 (0.843)           | 52.3 (2.059)           | 132.8 (5.228)          | 173.5 (6.831)          | 212.6 (8.37)           | 234.9 (9.248)          | 251.0 (9.882)          | 268.6 (10.575)         | 71.0 (2.795)           | 15.6 (0.614)           | 1,453.2 (57.213)       |
| 平均降水日数 （≥0.1 mm）                     | 3.4                    | 3.6                    | 3.9                    | 5.6                    | 10.0                   | 14.0                   | 13.8                   | 16.0                   | 17.0                   | 13.5                   | 6.6                    | 3.7                    | 111.1                  |
| % 湿度                                       | 84.3                   | 85.8                   | 83.9                   | 80.4                   | 76                     | 73.8                   | 72                     | 73.5                   | 79.5                   | 81.8                   | 82                     | 82.8                   | 79.65                  |
| 出典1：National Meteorological Center of CMA |                        |                        |                        |                        |                        |                        |                        |                        |                        |                        |                        |                        |                        |
| 出典2：China Meteorological Administration   |                        |                        |                        |                        |                        |                        |                        |                        |                        |                        |                        |                        |                        |

| 三亜鳳凰国際空港 (2024年)の気候                       | 三亜鳳凰国際空港 (2024年)の気候 | 三亜鳳凰国際空港 (2024年)の気候 | 三亜鳳凰国際空港 (2024年)の気候 | 三亜鳳凰国際空港 (2024年)の気候 | 三亜鳳凰国際空港 (2024年)の気候 | 三亜鳳凰国際空港 (2024年)の気候 | 三亜鳳凰国際空港 (2024年)の気候 | 三亜鳳凰国際空港 (2024年)の気候 | 三亜鳳凰国際空港 (2024年)の気候 | 三亜鳳凰国際空港 (2024年)の気候 | 三亜鳳凰国際空港 (2024年)の気候 | 三亜鳳凰国際空港 (2024年)の気候 | 三亜鳳凰国際空港 (2024年)の気候 |
| 月                                                    | 1月                             | 2月                             | 3月                             | 4月                             | 5月                             | 6月                             | 7月                             | 8月                             | 9月                             | 10月                            | 11月                            | 12月                            | 年                              |
| ----------------------------------------------------- | ------------------------------- | ------------------------------- | ------------------------------- | ------------------------------- | ------------------------------- | ------------------------------- | ------------------------------- | ------------------------------- | ------------------------------- | ------------------------------- | ------------------------------- | ------------------------------- | ------------------------------- |
| 最高気温記録 °C （°F）                                | 31.0 (87.8)                     | 32.0 (89.6)                     | 32.0 (89.6)                     | 34.0 (93.2)                     | 36.0 (96.8)                     | 34.0 (93.2)                     | 34.0 (93.2)                     | 34.0 (93.2)                     | 35.0 (95)                       | 34.0 (93.2)                     | 32.0 (89.6)                     | 32.0 (89.6)                     | 36 (96.8)                       |
| 平均最高気温 °C （°F）                                | 29.3 (84.7)                     | 28.7 (83.7)                     | 30.3 (86.5)                     | 32.6 (90.7)                     | 32.6 (90.7)                     | 33.2 (91.8)                     | 32.0 (89.6)                     | 33.5 (92.3)                     | 31.7 (89.1)                     | 31.7 (89.1)                     | 30.0 (86)                       | 27.8 (82)                       | 31.12 (88.02)                   |
| 日平均気温 °C （°F）                                  | 23.5 (74.3)                     | 24.3 (75.7)                     | 26.2 (79.2)                     | 29.1 (84.4)                     | 29.2 (84.6)                     | 29.9 (85.8)                     | 29.1 (84.4)                     | 29.9 (85.8)                     | 28.3 (82.9)                     | 27.4 (81.3)                     | 25.5 (77.9)                     | 23.2 (73.8)                     | 27.13 (80.84)                   |
| 平均最低気温 °C （°F）                                | 20.0 (68)                       | 21.1 (70)                       | 23.6 (74.5)                     | 26.6 (79.9)                     | 26.9 (80.4)                     | 27.7 (81.9)                     | 27.2 (81)                       | 27.2 (81)                       | 26.0 (78.8)                     | 24.5 (76.1)                     | 22.3 (72.1)                     | 20.4 (68.7)                     | 24.46 (76.03)                   |
| 最低気温記録 °C （°F）                                | 18.0 (64.4)                     | 18.0 (64.4)                     | 19.0 (66.2)                     | 25.0 (77)                       | 25.0 (77)                       | 25.0 (77)                       | 25.0 (77)                       | 25.0 (77)                       | 23.0 (73.4)                     | 21.0 (69.8)                     | 16.0 (60.8)                     | 14.0 (57.2)                     | 14 (57.2)                       |
| % 湿度                                                | 69                              | 75                              | 77                              | 78                              | 81                              | 85                              | 84                              | 83                              | 85                              | 79                              | 75                              | 66                              | 78.1                            |
| 出典：Weather archive in Sanya Phoenix Airport, METAR |                                 |                                 |                                 |                                 |                                 |                                 |                                 |                                 |                                 |                                 |                                 |                                 |                                 |

## 歴史
三亜の名称は「三亜河」（旧称: 臨川水）に由来する。三亜の東西から流入する川が合流しY字となっていたことより三亜と命名された。
三亜が中原の支配を受けるようになったのは前漢のことである。秦代には崖州が設置されていたが、実際の支配は武帝により南越国が滅亡された後の前110年に臨振県が設置された後である。その後臨振郡、崖州、珠崖軍、吉陽軍、崖州と名称の変遷があった。明代の『正徳瓊台志』には既に「三亜村」、「三亜里」の的記載が登場している。清末の1905年（光緒31年）に崖州は直隷州となり万安・陵水・昌化・感恩の四県を管轄するようになった。
中華民国が成立すると1912年に直隷州は廃止され、崖県が設置され県治が三亜に設置され、三亜が地域の中心として発展するようになった。1984年5月に崖県は県級市の三亜市に昇格、更に1987年11月に地級市に昇格し現在に至っている。
かつては中国と東南アジアとの間の海路の中継点にあたる場所であり海上交通中継地・軍事上の要地ともされたが、同時に中原政権にとり辺境に位置する三亜は歴代王朝により流刑地として使用されていた。歴史的にリー族やミャオ族が多く、その他イスラム教を信仰する回族も一定数いるが、中国全土からの人口流入により漢族が人口の大半を占めるにいたっている。

## 行政区画
4市轄区を管轄する。
- 市轄区：
  - 吉陽区・海棠区・天涯区・崖州区

| 三亜市の地図                |
| --------------------------- |
| 海棠区 吉陽区 天涯区 崖州区 |

### 年表
この節の出典

#### 海南行政区海南リー族ミャオ族自治区
- 1952年11月 - 広東省海南行政区楽東県・白沙県・保亭県を編入。海南行政区海南リー族ミャオ族自治区が成立。(5県)
  - 楽東県・白沙県の各一部が海南行政区昌感県の一部と合併し、東方県が発足。
  - 保亭県・白沙県の各一部が海南行政区屯昌県・楽会県・万寧県の各一部と合併し、瓊中県が発足。
- 1953年7月1日 - 海南行政区陵水県・崖県を編入。(7県)
- 1955年9月 - 海南行政区海南リー族ミャオ族自治区が海南行政区海南リー族ミャオ族自治州に改称。

#### 海南行政区海南リー族ミャオ族自治州
- 1959年3月22日 (4県)
  - 海南行政区昌感県が東方県に編入。
  - 白沙県が東方県・瓊中県に分割編入。
  - 保亭県・陵水県が崖県に編入。
- 1960年9月30日 - 崖県の一部が分立し、保亭県が発足。(5県)
- 1961年10月5日 (8県)
  - 東方県の一部が分立し、白沙県・昌江県が発足。
  - 崖県の一部が分立し、陵水県が発足。
- 1981年10月23日 - 崖県の一部が分立し、海南行政区西沙群島・南沙群島・中沙群島弁事処となる。(8県)
- 1984年5月19日 - 崖県が市制施行し、三亜市となる。(1市7県)
- 1986年6月12日 - 保亭県・瓊中県・楽東県の各一部が合併し、通什市が発足。(2市7県)
- 1987年11月20日 
  - 三亜市が地級市の三亜市に昇格。
  - 通什市・楽東県・白沙県・保亭県・東方県・瓊中県・陵水県・昌江県が海南行政区に編入。

#### 広東省三亜市
- 1987年11月20日 - 海南行政区海南リー族ミャオ族自治州三亜市が地級市の三亜市に昇格。(1市)
- 1988年4月13日 - 広東省の分割により、海南省三亜市となる。

#### 海南省三亜市
- 2014年1月25日 - 海棠区・吉陽区・天涯区・崖州区を設置。(4区)

## 観光
1994年に市内の多くの地域は「三亜熱帯海浜風景名勝区」として中華人民共和国国家級風景名勝区に認定された。区域内に天涯海角、亜龍湾、南山-大小洞天の3つのエリアと鹿回頭公園、崖州古城、落筆洞、椰子洲の4つの独立の観光スポットがある。
亜龍湾は三亜鳳凰国際空港の南に位置する。長さ7.5キロメートルにおよぶ白砂の美しい浜辺が広がり、国家旅遊区として中国政府などの手により整備され、国際的リゾートとして名高くなった。
大東海や三亜湾に接する地域も同様に、美しい浜辺の広がる人気のあるリゾート地区である。これらの地区は、市街地から車で十数分程度の距離にある。
三亜には、森林、動物、温泉、少数民族の風俗や文化、洞窟（熱帯植物の茂る大小洞）など、海浜以外の観光資源もある。
高さ108メートルの南山海上観音聖像が三亜に2005年完成しており、世界でも有数の高さの仏像として中国人観光客の人気を呼んでいる。近郊の回新村には 8,000 人の回族がおり、海南島有数のムスリム居住地としてモスク（清真寺）6箇所を抱えている。
海南島の最南端に近い奇岩の点在する海岸「天涯海角」は風景区として整備され、この地を訪れた清代の多くの文人墨客の詩文が岩に刻まれている。
他に亜龍湾、蜈支洲島、西島、鹿回頭公園、大小洞天などといった有名な観光スポットが挙げられる。

## 交通
島内各地からの交通はバス中心で、三亜市内にバスターミナルがある。市内はタクシーも多い。

### 航空
- 三亜鳳凰国際空港

### 鉄道
高速鉄道は、鳳凰機場駅で三亜鳳凰国際空港と直結しており、非常に便利になっている。
- 中国鉄路総公司
  - 海南東環高速鉄道
  - 海南西環高速鉄道
  - 海南西環線
    - 三亜駅 - 上記の3路線が利用可能。当駅と省都の海口の間は高速列車で2時間弱[12]である。
- 路面電車
  - 三亜有軌電車

### 道路
- 高速道路
  - 海南地区環線高速道路
- 国道
  - G223国道
  - G224国道
  - G225国道

### 海路
- 楡林港

## 軍事
市域内に、中国海軍の楡林海軍基地と新設龍坡海軍基地（潜水艦用）がある。

## 写真集

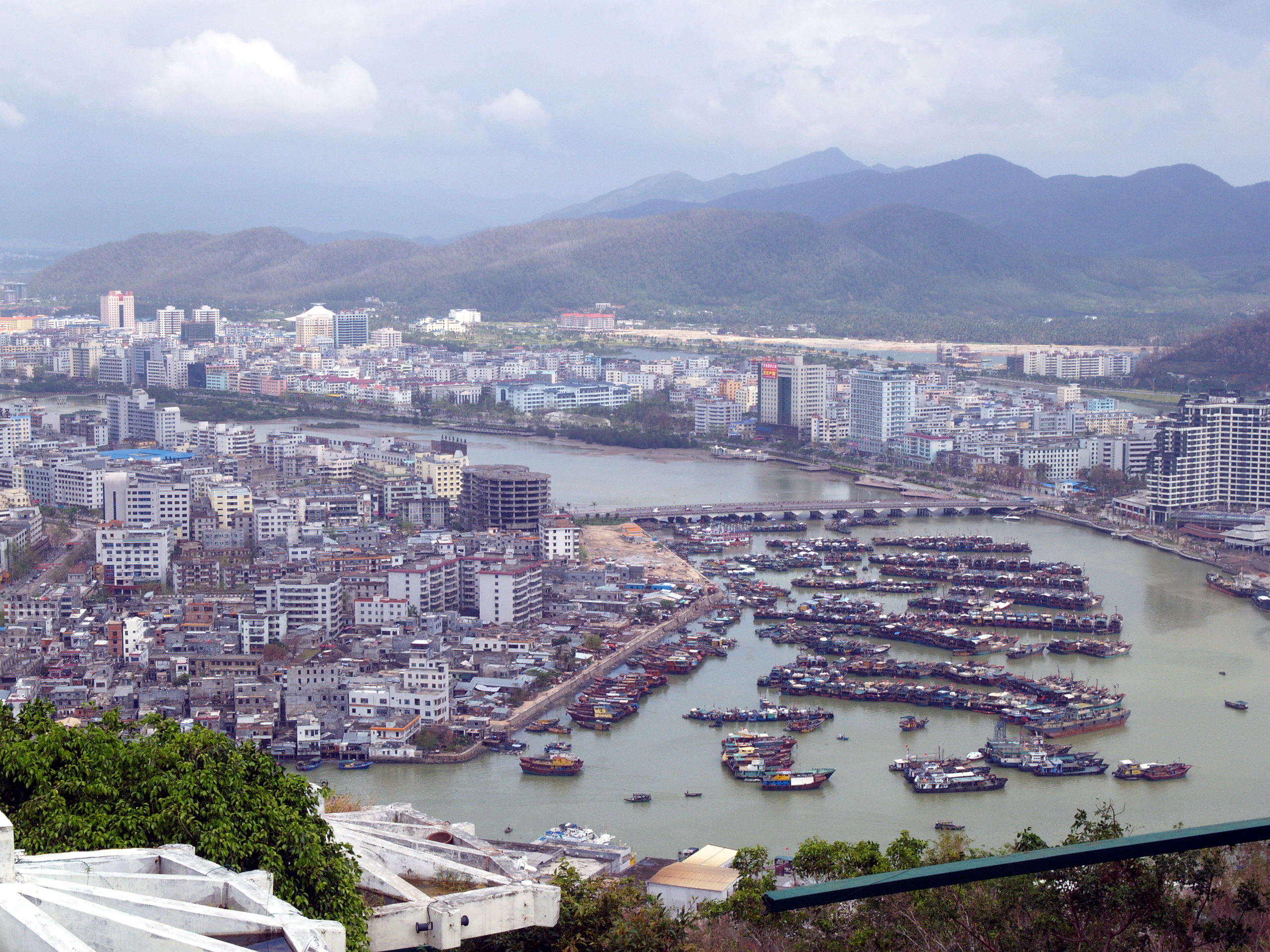
三亜市の全景（川の右岸）
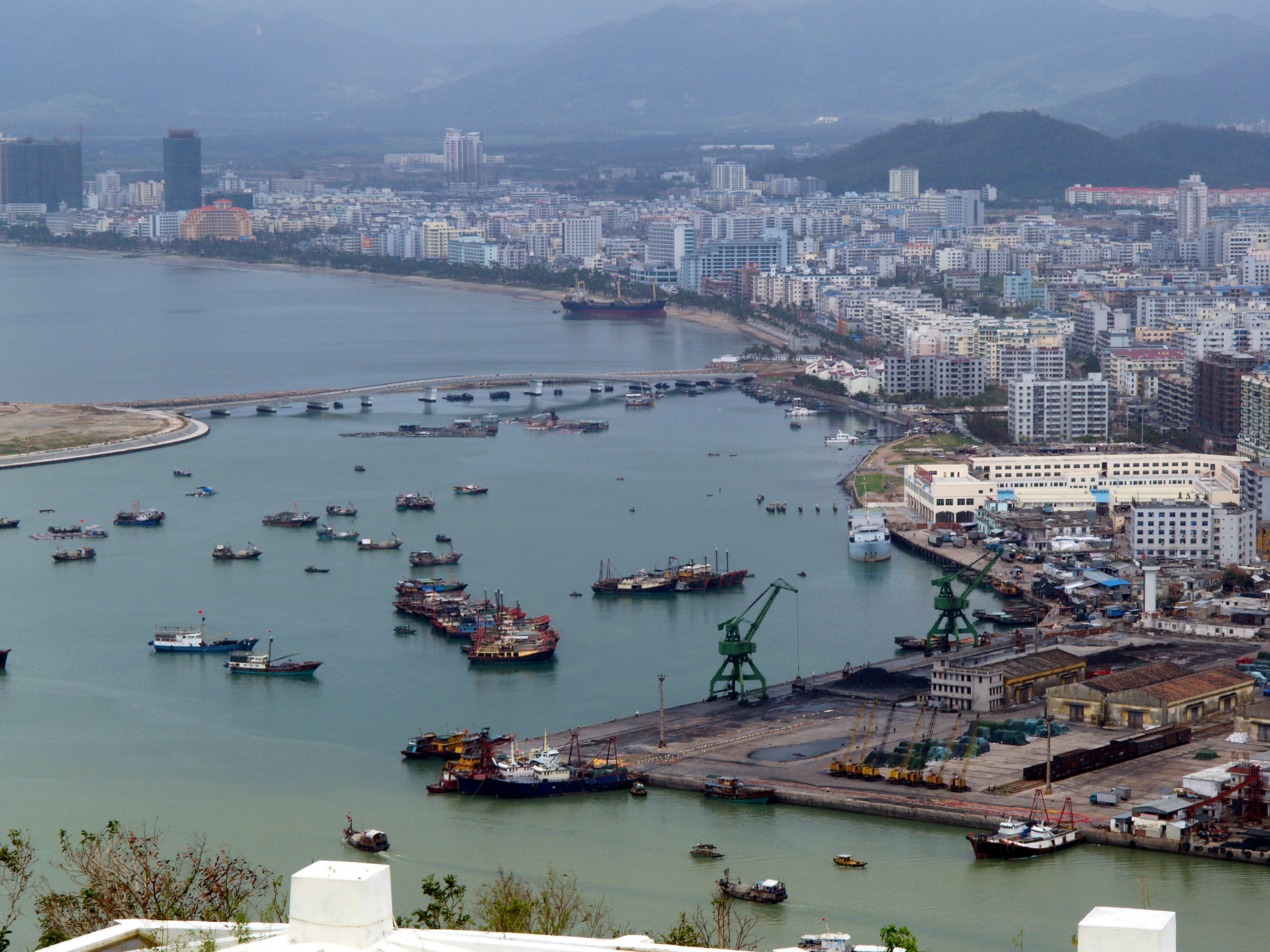
三亜市の全景（川の左岸）
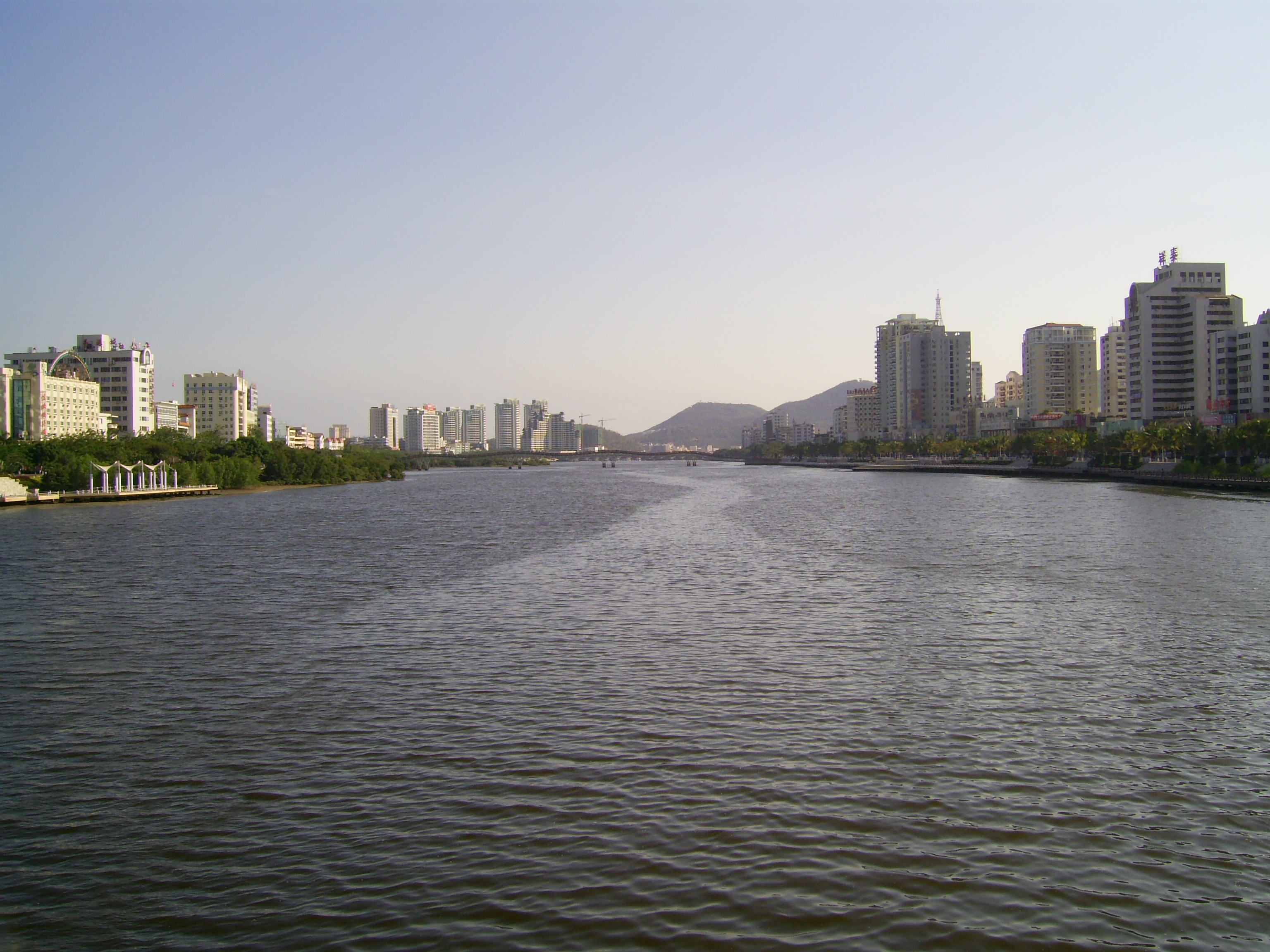
三亜市街、三亜河
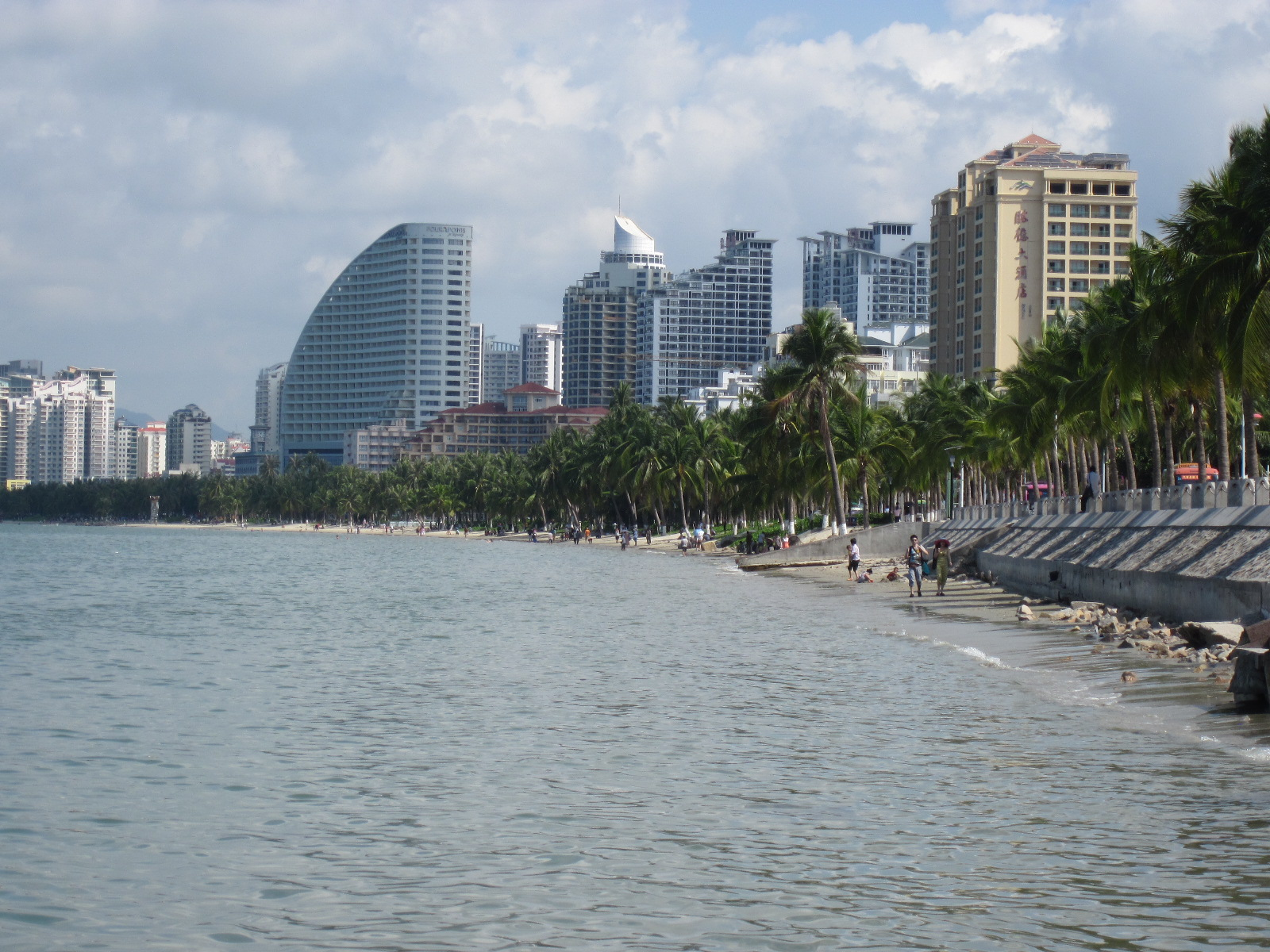
三亜湾のリゾート
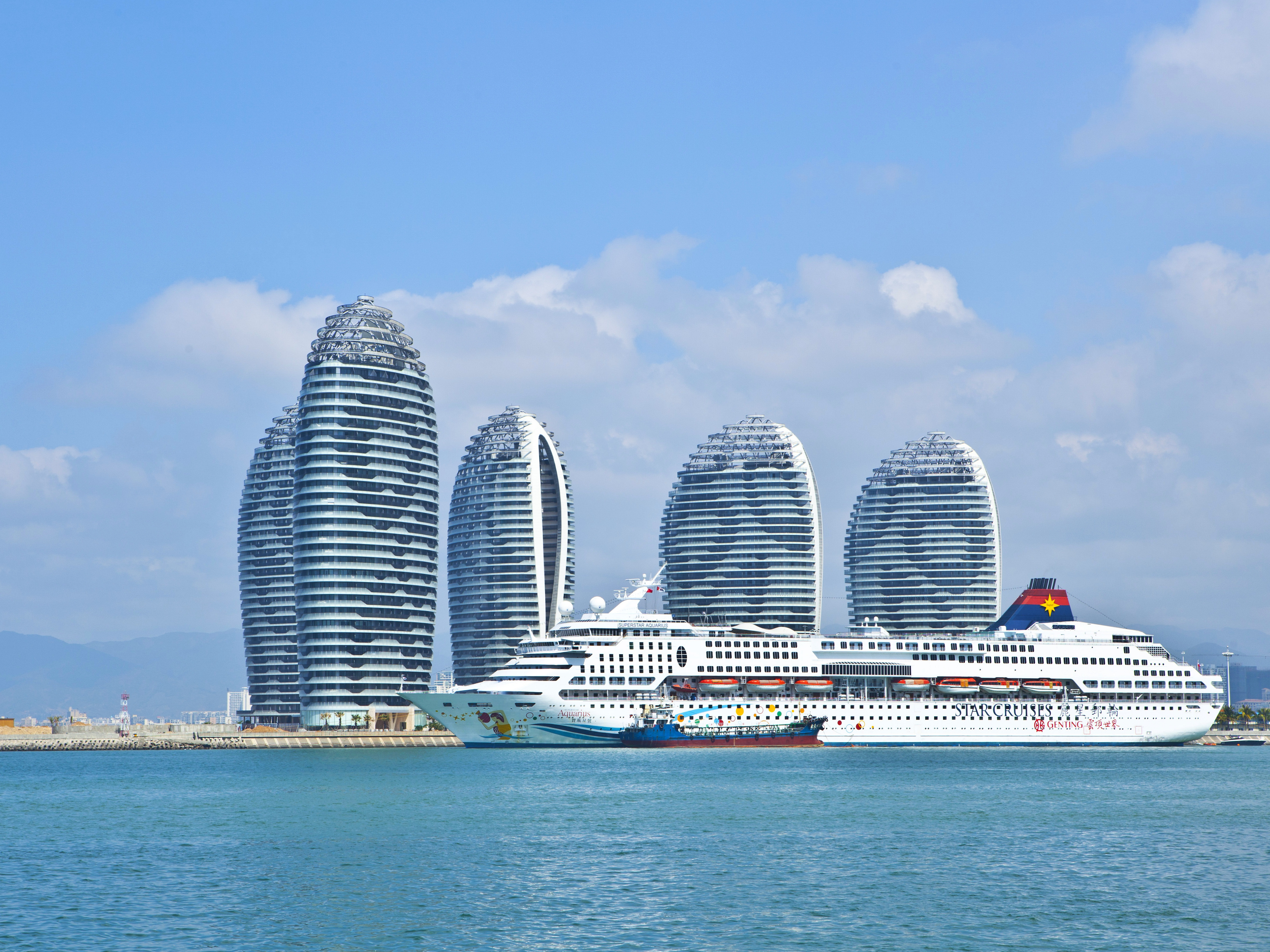
三亜湾に建設された人工島、鳳凰島
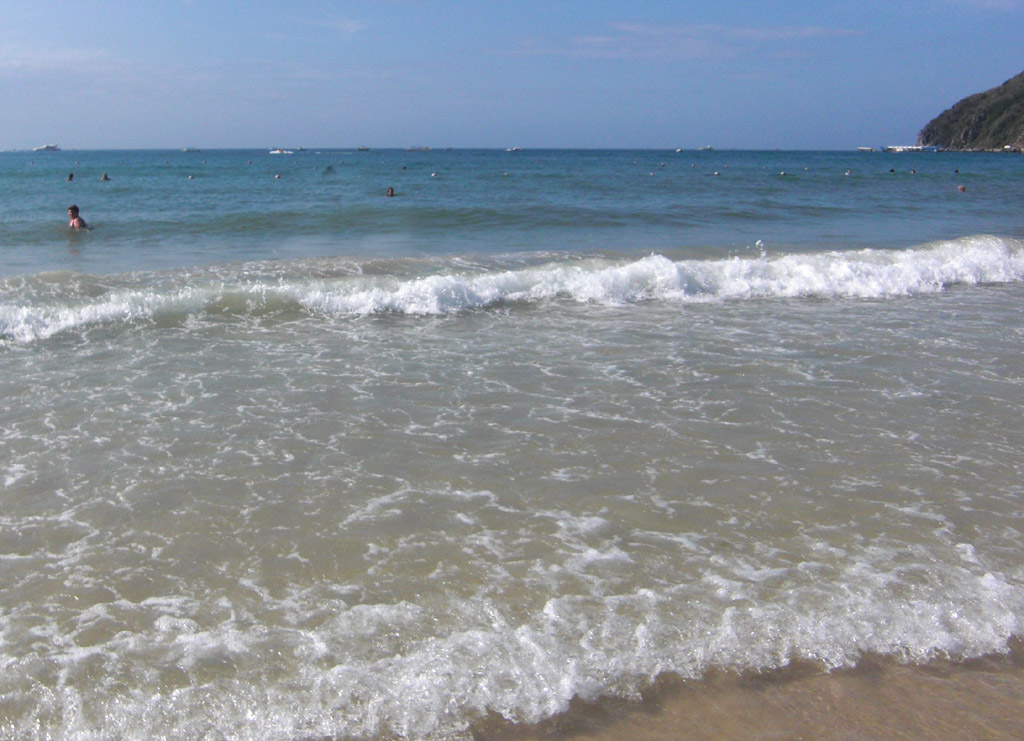
大東海エリアのビーチ
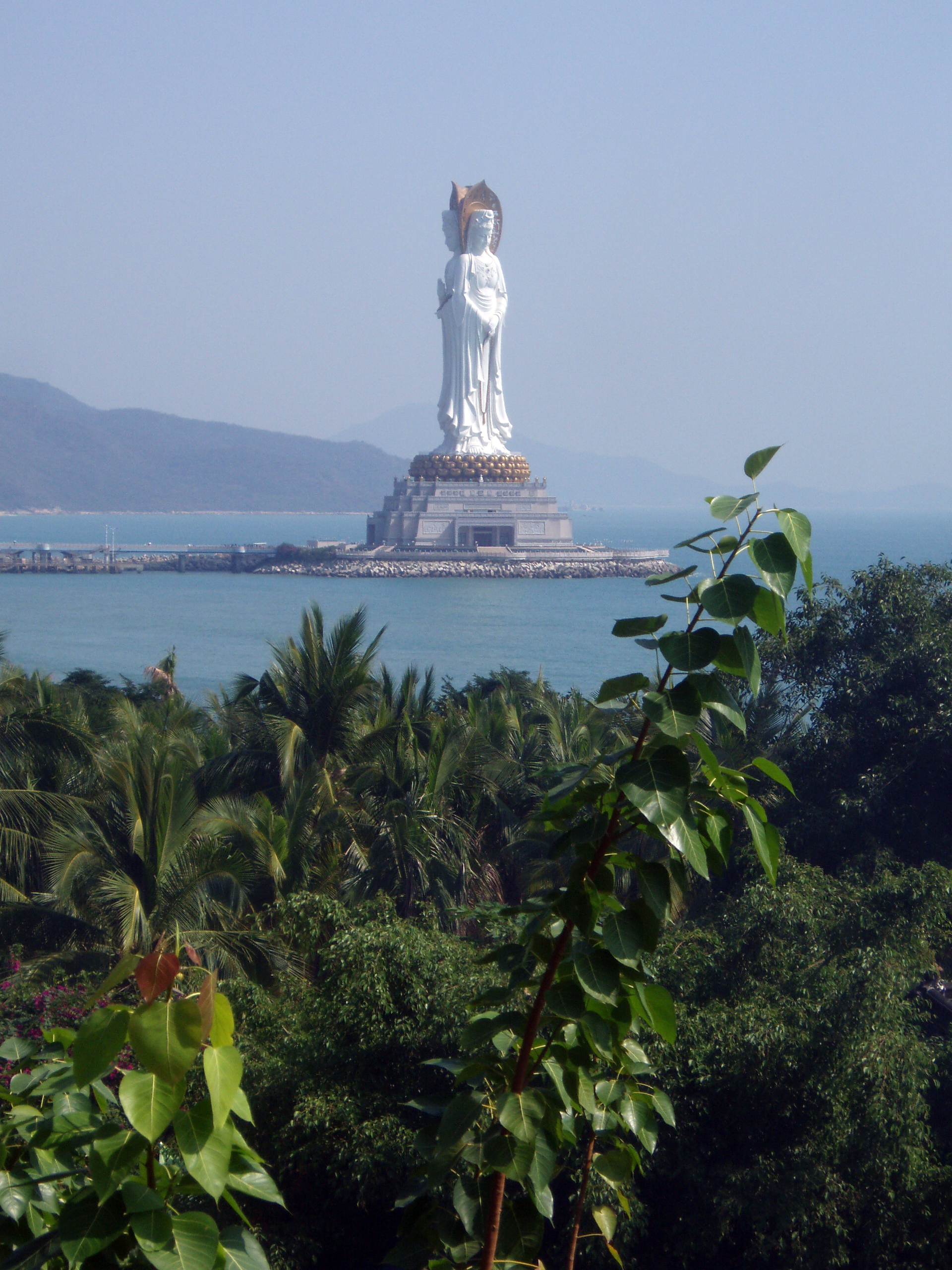
南山海上観音聖像
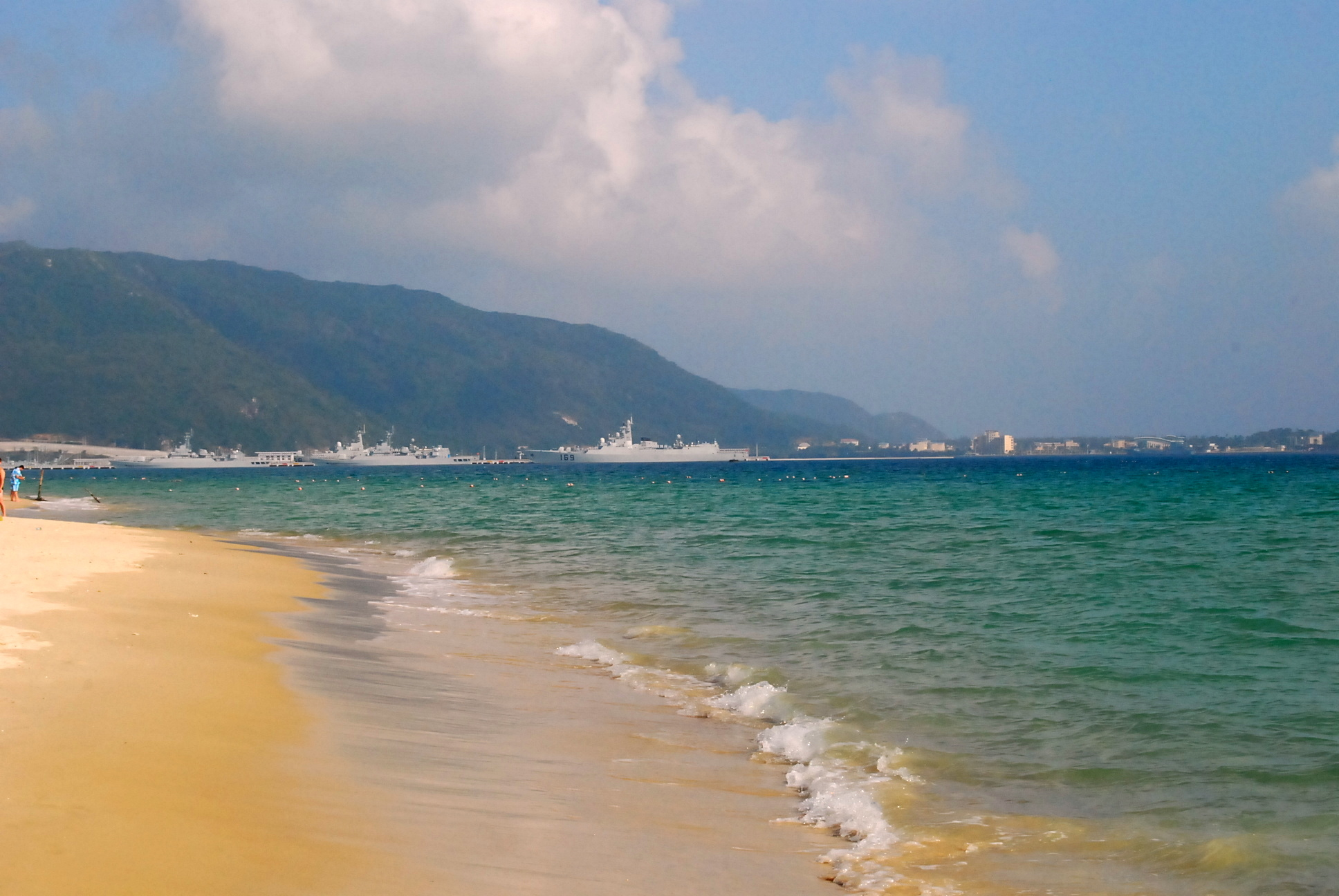
人気の亜龍湾から見える海軍基地

## 友好都市
（2019年調査時）
- アルハンブラ 1994年10月5日締結
- ラプ＝ラプ 1997年7月19日締結
- カンヌ 1997年11月17日締結
- 西帰浦市 1999年11月19日締結
- ガティノー 2003年10月18日締結（友好交流都市）
- 馬山市 2004年5月18日締結（友好交流都市）
- 鴨川市 2004年5月25日締結（友好交流都市）
- ヤルタ 2004年11月17日締結
- クーサモ 2006年6月22日締結
- ハリウッド 2006年7月3日締結（友好交流都市）
- バート キッシンゲン 2007年3月8日締結（友好交流都市）
- マウイ 2007年9月15日締結
- サル 2008年11月1日締結
- カサレス 2008年11月1日締結（友好交流都市）
- ファイユーム 2008年11月13日締結（友好交流都市）
- カンクン 2010年7月5日締結
- ハバロフスク 2011年2月22日締結
- ドゥブロヴニク 2013年4月21日締結
- ヴィアレッジョ 2015年11月18日締結
- ブラックプール 2016年9月6日締結
- バンガロール 2017年3月29日締結
- パッタヤー 2017年3月29日締結
- ムバララ 2017年10月27日締結

## 三亜市を舞台にした作品
- MEG ザ・モンスター